# 馬利尼夫卡 (利京區)
49°19′50″N 28°10′11″E / 49.33056°N 28.16972°E
馬利尼夫卡（烏克蘭語：Малинівка），是烏克蘭的村落，位於該國西南部文尼察州，由文尼察區負責管轄，始建於1959年，面積0.23平方公里，海拔高度298米，2001年人口707，人口密度每平方公里3,073.91人。